# Kwiskwat
Kwiskwat is een geanimeerd Ketnet-quiz-format voor een pril publiek.
In elke aflevering stelt de jonge acteur Ward Kerremans eerst in een soort ruimtepak een reeks gemakkelijke meerkeuzevragen met vier, door kleuren voorgestelde opties voor aan drie, elk met een kleur geassocieerde teams van telkens twee bizarre getekende figuurtjes.
De aldus gescoorde punten dienen enkel om in het tweede deel met voordeel te mogen starten in de race waarbij opnieuw keuzes moeten worden gemaakt, die alsnog de uitslag kunnen bepalen.
Het programma is een productie van Studio 100.